# شانگکیو
شانگکیو (به لاتین: Shangqiu) یک شهر مرکزی در جمهوری خلق چین است که در استان هنان واقع شده‌است. شانگکیو ۱۰٬۷۰۴ کیلومتر مربع مساحت و ۷٬۳۶۲٬۹۷۵ نفر جمعیت دارد و ۵۰ متر بالاتر از سطح دریا واقع شده‌است.